# Yann Quentrec
Yannick « Yann » Quentrec  (né le 17 février 1962 à Paris) est un athlète français, spécialiste du 400 mètres.

## Biographie
Il remporte trois titres nationaux sur 400 mètres en 1984, 1986 et 1987. Son record personne de 45 s 47 est établi le 17 août 1986 à Cologne. Il participe aux Jeux olympiques de 1984 mais ne franchit pas le cap des qualifications. Il a aussi été sélectionné aux Jeux olympiques de 1992 au titre du relais 4x400 mètres.
Diplômé du MBA d'HEC (anciennement Institut supérieur des affaires), il s'est reconverti dans la banque d'affaires.

### Palmarès
- Championnats de France d'athlétisme :
  - vainqueur du 400 m en 1984, 1986 et 1987.

### Records
| Épreuve | Performance | Lieu    | Date         |
| ------- | ----------- | ------- | ------------ |
| 400 m   | 45 s 47     | Cologne | 17 août 1986 |